# Beloje
Beloje (russisch Белое) ist ein Dorf (selo) in Südrussland. Es gehört zur Republik Adygeja und hat 3091 Einwohner (Stand 2019). Im Ort gibt es 31 Straßen.

## Geographie
Das Dorf liegt am rechten Ufer des Flusses Beloja, 10 km östlich des Krasnodarer Stausees, 14 km südöstlich von Krasnogwardeiskoje (dem Verwaltungszentrum des Bezirks) auf der Straße. Preobraschenskoje ist der nächstgelegene ländliche Ort.